# ヂアーナ級防護巡洋艦
| ヂアーナ級防護巡洋艦 | ヂアーナ級防護巡洋艦                                                               |            |
| -------------------- | ---------------------------------------------------------------------------------- | ---------- |
| 写真は「ヂアーナ」   |                                                                                    |            |
| 艦級概観             |                                                                                    |            |
| 艦種                 | 防護巡洋艦                                                                         |            |
| 前級                 | スヴェトラーナ                                                                     |            |
| 次級                 | ヴァリャーグ                                                                       |            |
| 性能諸元             |                                                                                    |            |
| 排水量               | 基準：6.764 - 7.008トン                                                            |            |
| 全長                 | 416 ft （126.8 m）                                                                 |            |
| 全幅                 | 55 ft （16.76 m）                                                                  |            |
| 吃水                 | 21 ft （6.4 m）                                                                    |            |
| 機関                 | ベルヴィール式石炭専焼水管缶24基 直立型往復動蒸気機関3基3軸推進                    |            |
| 最大出力             | 12,300hp                                                                           |            |
| 速力                 | 19ノット                                                                           |            |
| 乗員                 | 578 - 81名                                                                         | 578 - 81名 |
| 兵装                 | 152 mm単装速射砲 8門 75 mm単装速射砲 24門 37 mm単装速射砲 8門 381 mm魚雷発射管 3門 |            |
| 装甲                 | デッキ：51～76mm ブリッジ：152mm                                                   |            |

ヂアーナ級防護巡洋艦
（ヂアーナきゅうぼうごじゅんようかん、英文ではPallada-Class）は、ロシア帝国海軍の防護巡洋艦の艦級。1890年代後半に本艦級の艦船が3隻建造された。その中の1隻であるアヴローラ（オーロラ号）は2021年現在、サンクトペテルブルクのネヴァ川河畔に記念艦として係留・保存されている。 

## 概要
ロシア帝国海軍は当時、巡洋艦を極東での通商破壊のために運用することを想定して建造を計画していた。そのため、イギリス海軍のアポロ級及びアストリーア級を含む外国の防護巡洋艦の性能を検討した後に国内での設計を進めることを決定した。ヂアーナ級の装甲は当時としてはまだ軽装であったが、それ以前のロシアの巡洋艦の設計と比較すると大幅な改善となっていた。

## 艦歴
ヂアーナ級防護巡洋艦は、バルト海艦隊の強化を目的としてサンクトペテルブルクのアドミラルティ造船所にて建設された。ヂアーナとパルラーダの起工は1895年12月に、アヴローラの起工は1897年6月に行われた。
1901年の終わりに就役した直後、ヂアーナとパルラーダは太平洋戦隊で運用するために旅順（ポート・アーサー / ポルト＝アルトゥール）に配備された。1904年から1905年の日露戦争では、ヂアーナ級防護巡洋艦3隻すべてが戦闘に参加したが大きな成果は挙げらず、パルラーダが日本に捕獲され津軽として大日本帝国海軍に就役した。
第一次世界大戦ではヂアーナとアヴローラはロシアのバルチック艦隊に所属した。アヴローラはその後、ロシアの十月革命開始を告げる砲撃を行ったことで名声を博した。 

## 同型艦
- ヂアーナ
- パルラーダ
- アヴローラ